# Hans Dietmar Sauer
Hans Dietmar Sauer (* 7. August 1941 in Ravensburg) ist ein deutscher Bankmanager. Er war von 1992 bis Ende 2000 Vorstandsvorsitzender der Landeskreditbank Baden-Württemberg (später L-Bank) und 2001 bis 2004 Vorstandsvorsitzender der Landesbank Baden-Württemberg (LBBW) und Präsident des Bundesverbandes Öffentlicher Banken Deutschlands (VÖB).

## Leben
Hans Dietmar Sauer ist ein Sohn des Oberbürgermeisters und Kultusministers Albert Sauer. Er studierte Rechts- und Wirtschaftswissenschaften an der Eberhard Karls Universität Tübingen, der Rheinischen Friedrich-Wilhelms-Universität Bonn und der Universität zu Köln.
1972 trat er in den höheren Dienst der Finanzverwaltung des Landes Baden-Württemberg ein. Er war von 1972 bis 1976 Leiter des Ministerbüros sowie persönlicher Referent des Finanzministers Robert Gleichauf. 1976 wechselte er zur Landeskreditbank Baden-Württemberg, bei der er 1978 Mitglied des Vorstands wurde. 1985 wurde er stellvertretender Vorstandsvorsitzender und 1992 Vorstandsvorsitzender. Zudem war er ab 1998 Vorstandsvorsitzender der Landeskreditbank Baden-Württemberg-Förderbank sowie von 1999 bis 2000 stellvertretender Vorstandsvorsitzender der LBBW. Von 2001 bis 2004 war er Vorstandsvorsitzender der LBBW.
Er ist seit 2005 Vorsitzender der Aufsichtsräte von Wüstenrot & Württembergische AG (W&W) und Wüstenrot Holding AG. Er ist stellvertretender Aufsichtsratsvorsitzender der Internationales Bankhaus Bodensee AG mit Hauptsitz in Friedrichshafen. Von 2006 bis 2013 war er Mitglied des Aufsichtsrates bei ZF Friedrichshafen AG.
Zudem ist er Vorsitzender des Beirats des Katholischen Darlehensfonds, Freiburg, stellvertretender Vorsitzender des Beirats der Vorarlberger Landes- und Hypothekenbank AG, Bregenz, Mitglied des Vorstands der Privatstiftung der GdF Wüstenrot, Salzburg, Beiratsmitglied der EnBW AG, Karlsruhe,
und Ehrenmitglied des Bundesverbands Öffentlicher Banken, Berlin.
Sauer ist in zahlreichen kulturellen und gemeinnützigen Einrichtungen aktiv, beispielsweise als Vizepräsident der Deutschen Schillergesellschaft, Marbach (Neckar), als Vorsitzender der Akademie für Gesprochenes Wort, Stuttgart, als Vorstand des Tagungszentrums Bodensee – Schloss Maurach, Uhldingen-Mühlhofen, als Aufsichtsratsmitglied der Ludwigsburger Schlossfestspiele GmbH, als Mitglied der Kuratorien Schloss Wurzach, der Internationalen Bachakademie, Stuttgart, und der Zeppelin University, Friedrichshafen.
Von 2001 bis 2007 war Sauer japanischer Honorarkonsul und davor Honorarkonsul von Rumänien. Er unterstützte in seiner Funktion als Chef der L-Bank das in Deutschland bislang einmalige „International Department“ der Universität Karlsruhe. Die Landeskreditbank Baden-Württemberg hat das von ihr im Frühjahr 1998 erworbene Gebäude im ehemaligen Landratsamt am Karlsruher Schlossplatz grundlegend renoviert und an diese Einrichtung der Universität vermietet. Von 2000 bis 2006 war Sauer im Universitätsrat der Universität Karlsruhe (TH).
Hans Dietmar Sauer ist seit 1961 Mitglied der katholischen Studentenverbindung AV Guestfalia Tübingen im CV.